# Kiezerslijst

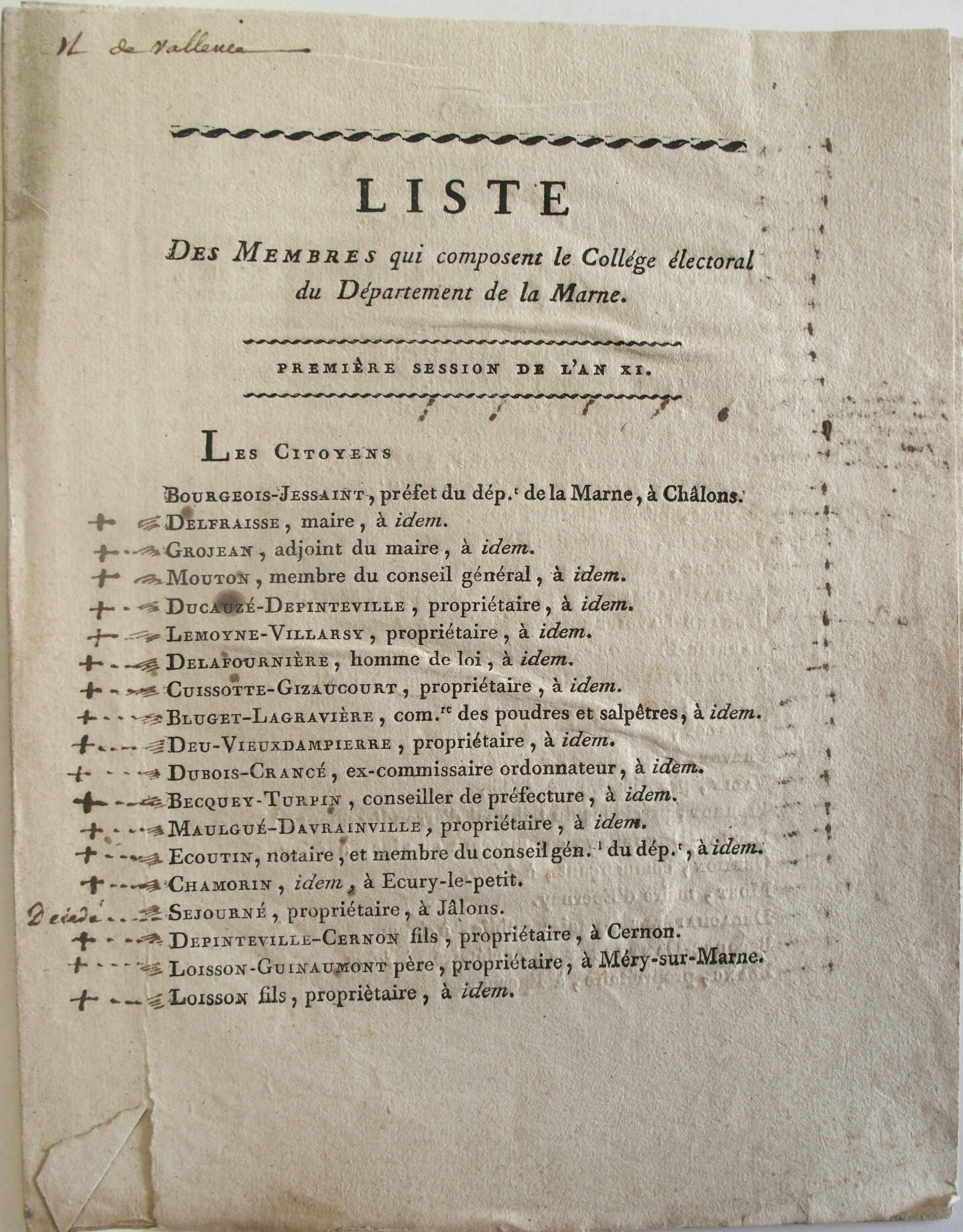
De lijst met leden van het kiescollege in het Franse departement Marne in het jaar XI.

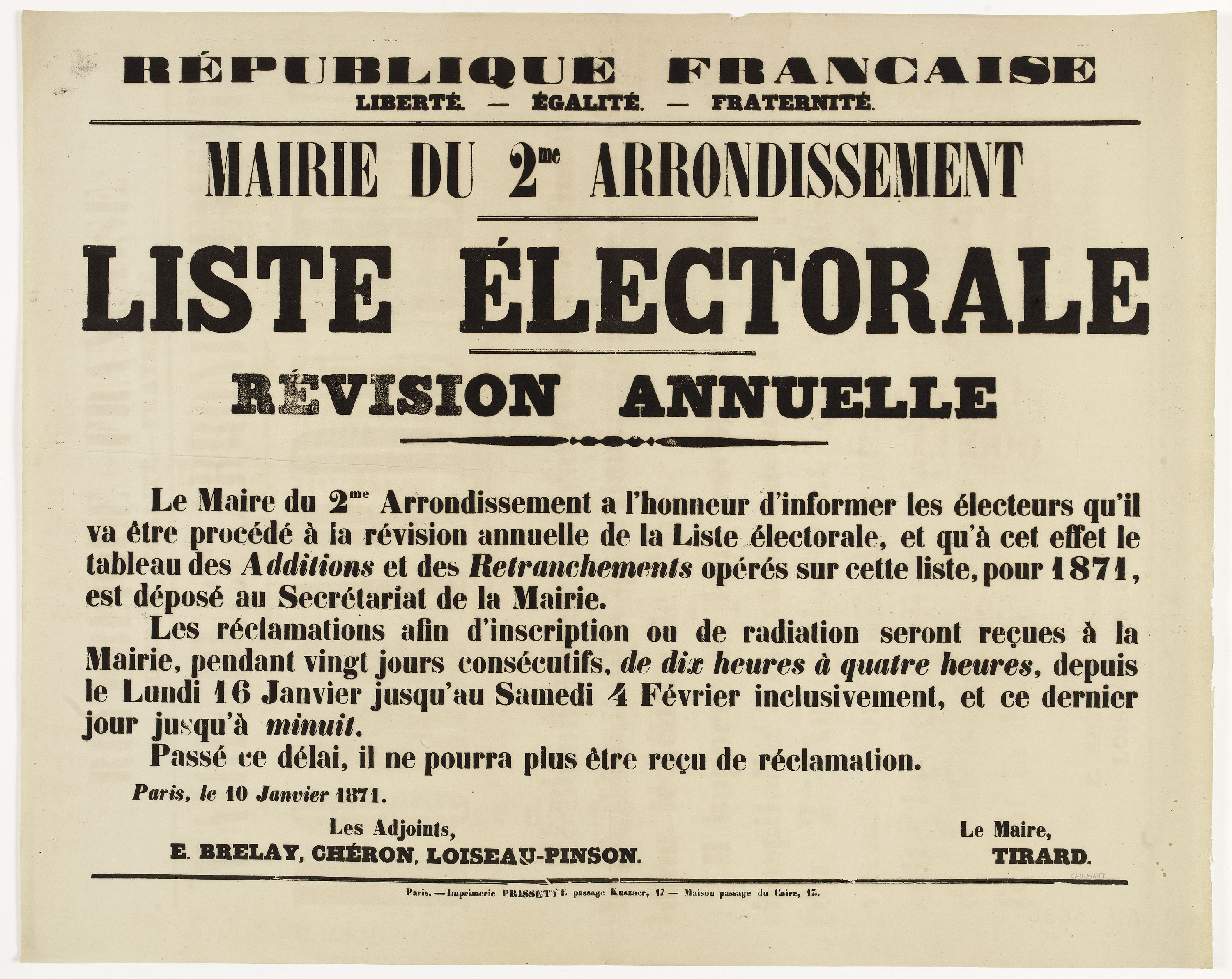
Aankondiging van de jaarlijkse herziening van de kiezerslijst van het 2de arrondissement van Paris (1871)

De kiezerslijst is de lijst met personen die door de overheid vastgesteld zijn als kiesgerechtigde om een stem te mogen (of moeten) uitbrengen bij een verkiezing. Deze lijst komt dus overeen met het actief kiesrecht; de kandidatenlijst daarentegen is deze met betrekking tot het passief kiesrecht.
Deze lijst wordt ofwel automatisch samengesteld, ofwel pas na actieve inschrijving (kiezersregistratie) door de persoon zelf.
De lijst is opgesplist naar kieskring of stemdistrict.
De samenstelling van of het bijhouden van de kiezerslijst gebeurt niet noodzakelijk door de overheid waarvoor de verkiezing plaatsvindt of dewelke het kiesrecht ervoor vastlegt.

## België
Per gemeente maakt het college van burgemeester en schepenen op de eerste dag van de tweede maand die voorafgaat aan de verkiezingen, de lijst op van de kiezers die geldt voor die verkiezing. De ambtenaar van de burgerlijke stand voert dit uit.
Lijsttrekkers en kandidaten kunnen de kiezerslijst van hun gemeente, stadsdistrict of provincie tegen betaling ter beschikking krijgen om papieren verkiezingspropaganda te voeren. Niet-gemachtigde personen mogen geen exemplaren of afschriften van de lijst ontvangen.
Vanaf deze datum tot de twaalfde dag vóór de verkiezing, kan elke kiezer bij het college van burgemeester en schepenen een bezwaar indienen betreffende de kiezerslijst.
Ten tijde van het cijnskiesrecht werd in kiezerslijsten naast naam, beroep, geboorteplaats en -datum en woonplaats ook een bedrag aan betaalde directe grond-, patent- en persoonsbelasting vermeld.

## Verenigde Staten
Stemgerechtigden dienen zich te registeren, behalve in North Dakota, waar men aan de stembus identificatie en bewijs van stemgerechtigdheid moet voorleggen. In de meeste staten kan men zich online registreren en in quasi de helft van de staten is er een automatische maar niet-verplichte kiezersregistratie bij het Department of Motor Vehicles (DMV), wanneer men dus bijvoorbeeld een rijbewijs afhaalt.